# IPad Air (quinta generazione)
L'iPad Air di quinta generazione (conosciuto anche come iPad Air 5 o iPad Air M1) è un tablet prodotto e commercializzato da Apple. È stato annunciato da Apple durante la conferenza “Peek Performance” l’8 marzo del 2022 e la commercializzazione è iniziata il 18 marzo dello stesso anno. La caratteristica distintiva rispetto ai precedenti modelli di iPad Air è il chip Apple Silicon M1, presentato nel 2020 e già equipaggiato nell’iPad Pro (11”) e su MacBook Air (2020).

## Hardware

### System-on-a-chip (SoC)
L’iPad Air 5 è equipaggiato con il chip Apple Silicon M1, il primo System-on-a-chip progettato da Apple Inc. per uso professionale. Realizzato con un processo a 5nm prodotto da TSMC, l’unità è composta da CPU, GPU, NPU in un singolo pacchetto che conta 8 core (di cui 4, detti “Firestorm” ad alte prestazioni per i carichi di lavoro più pesanti e altri 4, detti “Icestorm” con un focus sull’efficienza). La frequenza massima dichiarata è di 3,20 GHz, mentre la GPU integrata raggiunge i 2,6 Tflops di potenza. Questa architettura, presentata nel 2020 durante l’evento “One more thing” è già integrata nel MacBook Air e nell’iPad Pro.

### Display
L’iPad Air M1 monta un display da 10.9 pollici “Liquid Retina” dalla risoluzione di 2360 x 1640 con 3.8 milioni di pixel. A differenza del modello base di IPad, si tratta di un pannello laminato dotato della funzione True Tone che è in grado di raggiungere i 500 nits di luminosità.

### Fotocamera
L’iPad Air M1 è dotato di una fotocamera posteriore da 12MP e di un sensore ultra-grandangolare sempre da 12MP per la fotocamera anteriore. Viene inoltre introdotta la funzione presentata da Apple chiamata Center Stage, che individua la posizione dell’utente relativamente alla fotocamera e lo mantiene in posizione centrale.

### Connettività e Touch ID
L’iPad Air di quinta generazione presenta una porta USB-C, che è possibile usare per la ricarica (con l’adattatore incluso da 20 W), per il trasferimento dei dati sfruttandone l’elevata velocità, dal momento che è capace di trasferire fino a 10 Gbit/s e per connetterlo a monitor esterni fino ad una risoluzione 4K. L’iPad Air 5 si distingue anche per l’esistenza di una seconda versione che include, oltre al supporto Bluetooth 5.0 e alla tecnologia Wi-Fi 6 (802.11ax) anche la connessione 5G. Il Touch ID è integrato nel tasto di accensione.